# Dibulla
Dibulla es un municipio colombiano ubicado al occidente del departamento de La Guajira. Fue erigido municipio en 1995. Es paso obligado entre Riohacha y Santa Marta, en Magdalena.

## División político-administrativa
Además de su Cabecera municipal. Dibulla tiene bajo su jurisdicción los siguientes Centros poblados:
- Campana Nuevo
- Casa de Aluminio
- La Punta de los Remedios
- Las Flores
- Mingueo
- Palomino
- Río Ancho
- Río Jerez
- Santa Rita de La Sierra

## Historia
Durante la época prehispánica, el territorio del actual municipio de Dibulla estuvo poblado por dos grupos indios pertenecientes al pueblo de los tairona: los gulamenas y los sangaramena. 
Dibulla, cuyo primer nombre fue Yaharo, existe de mucho antes de la conquista española. Recibió los nombres de La Ramada,  Salamanca de la Ramada, Nueva Salamanca de la Ramada, y finalmente Dibulla. En el período entre 1525 y 1576, el hoy municipio de Dibulla, fue saqueado y destruido en varias oportunidades por los españoles Pedro de Badillo, García de Lerma, Gonzalo Suárez y López de Orozco, entre otros.
La existencias de Dibulla se reporta a partir de la llegada de los españoles a la costa caribe en 1502 y fue registrada en 1525. su primer alcalde por voto popular fue el Dr. Edmundo Serchar, posesionado el 28 de julio de 1996. 
Con el redoblamiento de 1846, ordenado después de la guerra por el entonces presidente Tomás Cipriano de Mosquera, resurge Yaharo con el nombre de Dibulla, que en lengua indígena traduce «Laguna a orillas del mar», ubicada en la región de La Ramada.
Con la ley 216 de 1872, Dibulla fue elevado a la categoría de distrito, o sea, cabecera de municipio, del departamento de La Guajira, condición territorial que se perdió con su empobrecimiento mediante decreto 313 del 17 de febrero de 1886 firmado por el gobernador encargado Luis Cotes. Luego el concejo municipal de Riohacha formaliza la creación del corregimiento de Dibulla el 1 de abril de 1887 y el 5 de diciembre de 1995 a través de la ordenanza n.º 030 de la asamblea departamental de La Guajira nace la vida como municipio. 

## Geografía

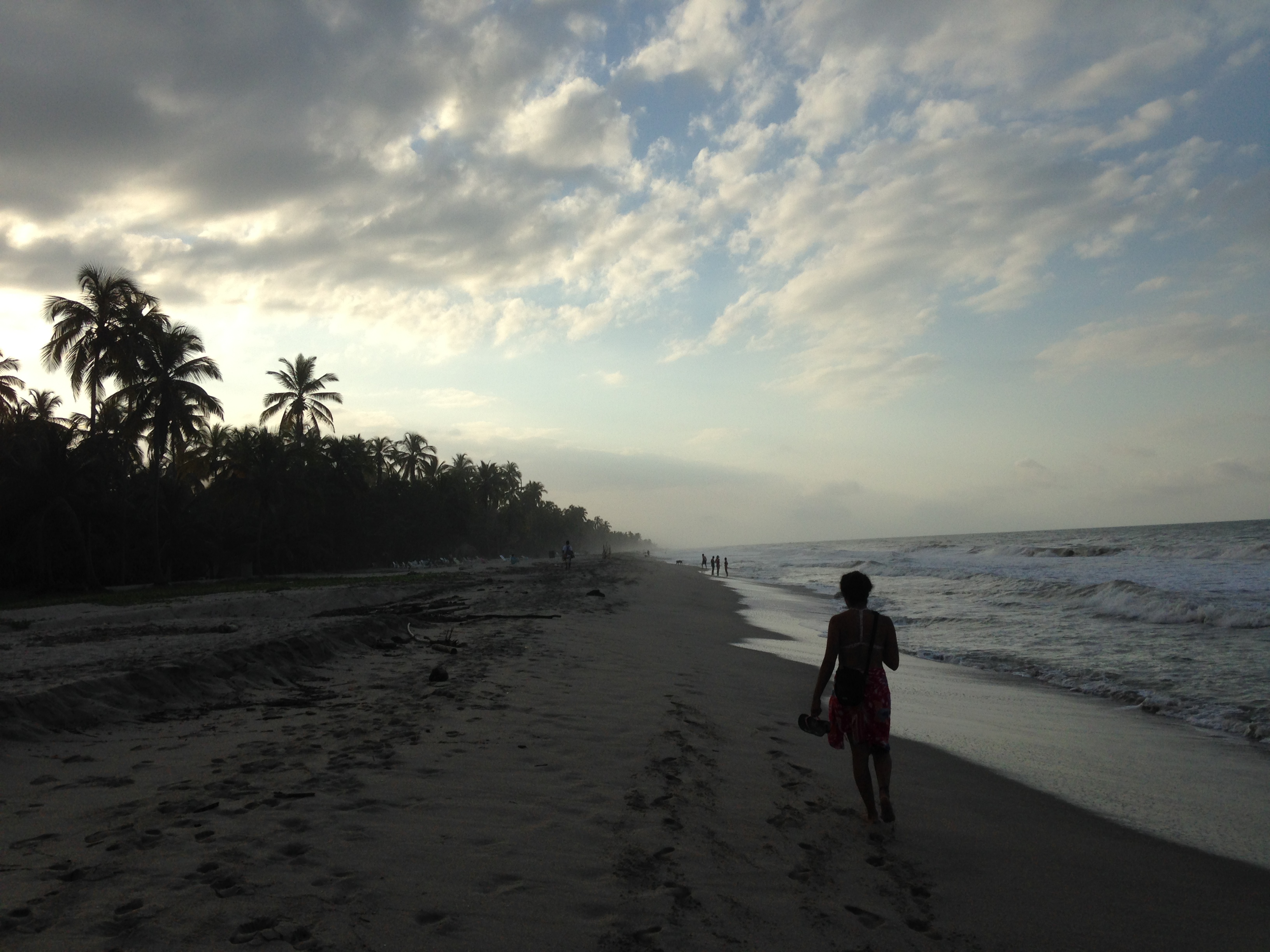
Playa en el corregimiento Palomino de Dibulla.

El municipio de Dibulla está ubicado en una posición geográfica que potencia los diversos renglones socioeconómicos de la región: por un lado tiene la influencia de la Sierra Nevada de Santa Marta, que le permite tener una variedad considerable de los picos térmicos; por otro está el mar Caribe que le permite tener un acceso a la riqueza Marina. Por otro lado, el municipio de Dibulla se beneficia por el paso de la Troncal del Caribe a lo largo de su extensión intercomunicando varios de sus corregimientos con el resto de la Guajira y hacia la Costa Caribe a través del Magdalena.

## Economía
La economía de Dibulla se basa en la ganadería y la agricultura, destacándose el cultivo del plátano y la yuca, la pesca artesanal y el ecoturismo. 

## Cultura
Los principales centros culturales de Dibulla son la Casa de la Cultura y la Biblioteca pública.

## Climatología
La temperatura promedio es de 30 °C con humedad relativa de entre 70 y 75 %.  La pluviometría es de 1200 mm al año,  con una alta evaporación qué alcanzan los 1495 mm, lo que genera desequilibrio climatológico regional.  El clima es predominantemente seco. La región se define como zona de dos períodos muy bien delimitado que son: lluviosos, entre los meses de abril a junio y de septiembre a noviembre, seco entre los meses de julio a agosto y de diciembre a marzo.

## Hidrografía
El municipio cuenta con una riqueza hidrográfica que favorece a la agricultura y la ganadería de la región estos son: Rio Jerez ,Rio Caña entre otros. 

## Gastronomía
Dentro de los platos típicos de Dibulla encontramos: arroz de camarón, pescado frito con patacones, coctel de camarón, arepa de maíz y dulce de coco entre otros. Y también se pueden degustar los buñuelos de yuca con panela y los queques de coco.

## Turismo
Se  encuentran hermosas playas como  las de Palomino, Dibulla y Mingueo.

## Educación
El 61,9 % de la población del municipio de Dibulla oscila entre los 0 y los 26 años de edad. en el que la juventud, de 14 a 26 años de edad,  es el grupo con mayor representatividad poblacional con una proporción de 7205 habitantes, lo que corresponde al 41,1 % del total de la población hasta 26 años y al 25,5 % del total de la población le sigue el grupo de la primera infancia con 4790 niñas y niños que representan el 27,3 % de la población menor de 26 años.
El municipio cuenta con diferentes instituciones educativas que hacen grandes aportes a la comunidad. 

## Sitios de interés
URBANO
- Existen varios lugares turísticos, dentro de los cuales, mencionamos:
- La Iglesia.
- Las casas con nombres.
- La estatua del burro, del Bolívar sin mano.
- El Cementerio.
- Las lindas playas.

RURAL
- Sendero a Lagarto.
- Sendero al Cerro.[10]

## Estructura organizacional municipal
| Dibulla      | Dibulla     | Dibulla                    |
| Departamento | Código DANE | Categoría municipal (2023) |
| ------------ | ----------- | -------------------------- |
| La Guajira   | 44090       | Sexta                      |

- Personería: Es un centro del Ministerio Público de Colombia que ejerce, vigila y hace control sobre la gestión de las alcaldías y entes descentralizados; velan por la promoción y protección de los derechos humanos; vigilan el debido proceso, la conservación del medio ambiente, el patrimonio público y la prestación eficiente de los servicios públicos, garantizando a la ciudadanía la defensa de sus derechos e intereses.

- Concejo Municipal: Es la suprema autoridad política del municipio. En materia administrativa sus atribuciones son de carácter normativo. También le corresponde vigilar y hacer control político a la administración municipal. Se regulan por los reglamentos internos de la corporación en el marco de la Constitución Política Colombiana (artículo 313) y las leyes, en especial la Ley 136 de 1994 y la Ley 1551 de 2012.

Constituido por 13 concejales por un periodo de 4 años.
- Alcaldía Municipal: En esta se encuentra la administración municipal y las entidades descentralizadas del municipio.

El Alcalde se pronuncia mediante decretos y se desempeña como representante legal, judicial y extrajudicial del municipio. El actual Alcalde municipal es Alberto Montero Molina (2024-2027), elegido por voto popular.
- JAL. Sin constitución alguna en los corregimientos del municipio.